# Xavier Amorós Solà
Pour les articles homonymes, voir Amoros.
 (juillet 2022).
Si vous disposez d'ouvrages ou d'articles de référence ou si vous connaissez des sites web de qualité traitant du thème abordé ici, merci de compléter l'article en donnant les références utiles à sa vérifiabilité et en les liant à la section « Notes et références ».
Xavier Amorós Solà, né le 7 avril 1923 à Reus et mort le 18 juillet 2022 dans la même ville, est un poète et homme politique espagnol.

## Distinction
En 2004, Xavier Amorós Solà reçoit la Creu de Sant Jordi, distinction décernée par la Generalitat de Catalogne.

## Hommage
La bibliothèque centrale de Reus porte son nom (Biblioteca Central Xavier Amorós).